# HC Dinamo Minsk
HC Dinamo Minsk é um clube de hóquei no gelo profissional bielorrusso sediado em Minsk. Eles são membros da Liga Continental de Hockey.

## História
Fundando originariamente em 1966, para as ligas soviéticas, porém foi dissolvido e fundado em 2003.
São membros da Liga Continental de Hockey desde a temporada inicial.